# 重属和弦
属和弦的属和弦就叫做重属和弦。例如在C大调和c小调中，D-升F-A为重属和弦。

## 终止中的重属和弦

### 绪论
所有各种自然的、和声的以及旋律的大调和小调都有一个共同之处，它们都是自然音体系的调式。它们的一切和音都直接从属于主和弦，成为其属、下属或副和弦。
但在自然音体系之外还广泛地使用着各种不稳定的半音变化的和弦。
半音和弦给调式带来了新的倾向性，丰富了调式的和弦，特别是给给它带来了新的表现上的可能性。但是这些新的和弦仍然是以主和弦为中心，尽管这种关系不是直接的。

### 重属和弦组
在半音和弦中应用得最广的是自然调式体系中的属和弦的属和声。
如果把C大调的属三和弦当做临时的主和弦，以此为基础，就可以构成下列属于它的属功能组和弦：
| 名称               | 斯波索宾功能标记 | 里曼功能标记                                                | 罗马数字分析法 | C大调中的和弦 | C大调中的和弦                           | 根音 | 三音 | 五音 | 七音  | 九音 | 备注                                             |
| ------------------ | ---------------- | ----------------------------------------------------------- | -------------- | ------------- | --------------------------------------- | ---- | ---- | ---- | ----- | ---- | ------------------------------------------------ |
| 重属三和弦         | DD               | {\displaystyle D\!\!\!\!}{\displaystyle D}                  | V/V            | D             | <d' fis' a'>                            | D    | F♯   | A    |       |      |                                                  |
| 重属七和弦         | DD7              | {\displaystyle D\!\!\!\!}{\displaystyle D}7                 | V7/V           | D7            | <d' fis' a' c''>                        | D    | F♯   | A    | C     |      | 比较常用                                         |
| 大的重属九和弦     | DD9              | {\displaystyle D\!\!\!\!}{\displaystyle D}9 7               | V9/V           | D9            | <d' fis' a' c'' e''>                    | D    | F♯   | A    | C     | E    | 小调中一般不使用                                 |
| 小的重属九和弦     | DD9              | {\displaystyle D\!\!\!\!}{\displaystyle D}9> 7              | V♭9 7/V        | D7♭9          | <d' fis' a' c'' es''>                   | D    | F♯   | A    | C     | E♭   |                                                  |
| 重属导三和弦       | DDVII            | {\displaystyle D\!\!\!\!}{\displaystyle D\!\!\!\!\!} / 7    | vii°/V         | F♯dim         | <fis' a' c''>                           | F♯   | A    | C    |       |      |                                                  |
| 半减的重属导七和弦 | DDVII₇           | {\displaystyle D\!\!\!\!}{\displaystyle D\!\!\!\!\!} / 9 7  | viiø7/V        | F♯ø7          | <fis' a' c'' e''>                       | F♯   | A    | C    | E     |      | 大调中比较常用；小调中一般不使用                 |
| 减的重属导七和弦   | DDVII₇           | {\displaystyle D\!\!\!\!}{\displaystyle D\!\!\!\!\!} / 9> 7 | vii°7/V        | F♯°7          | {<fis' a' c'' es''><fis' a' c'' dis''>} | F♯   | A    | C    | E♭=D♯ |      | 比较常用；有时因声部进行需要，七音会采取等音记法 |

这组重属和弦的特点是升高了音阶的IV级。自然的IV级本来是下属和声（S、SII、SII₇）的标志，但升高以后，它就改变了自己的功能和倾向，成了属和弦的导音。
这组和弦的名称叫做重属和弦，用两个字母（DD）标记，对于在自然的属和弦V级上建立的和弦，只要再加上一个数字以表明和弦的形式，如：DD6、DD{\displaystyle _{3}^{4}}、DD9等。而属和弦的导和弦则要在DD两个字母以外再加上罗马数字VII及表示和弦形式的数字，如：DDVII₇、DDVII{\displaystyle _{5}^{6}}等。
在大调中放在终止四六和弦（K{\displaystyle _{4}^{6}}）之前的DDVII₇（以及它的第一转位DDVII{\displaystyle _{5}^{6}}）中的降III级（属和弦的减导七和弦的七音）经常记作倾向于III级（K{\displaystyle _{4}^{6}}的六音）的升II级。
小调的DD组的和弦与同名大调中相应的和弦在结构上完全相同，只有一些例外，在大调中，九和弦可能是大九和弦也可能是小九和弦，而在小调则只有小九和弦。导七和弦在大调中可以是减七和弦也可以是半减七和弦，而小调中则只有减七和弦。

### 重属和弦的作用
由于习惯于一定的终止型的进行，因此在下属和弦之后，听觉总是期待着像一般情况那样出现属和弦，T——S——D——T。
如果在下属和弦之后用重属和弦，由于新的倾向性出现，使得属和弦由可能出现变成了必须出现，因为DD和弦要求解决到属和弦（当做自己的主和弦），T——S——DD——D——T。

### 重属和弦的预备
下属和声（S、SII、SII₇、S7）之后的任何DD和弦都用S的根音（或SII和SII₇的三音）作半音进行到DD的导音（升IV级），从而引入各种DD和弦。
由于终止的下属和弦典型的做法是将S的根音放在低音声部，因此这种半音的进行也主要出现在低音声部，在高音声部和中音声部的比较少。
如果在下属和声中重复了根音（或SII的三音，这实际上是相同的），为了避免出现对斜关系，应采用以下方法：IV级在一个声部中作半音上行的同时，另一个重复该音的声部作全音下行（形成减和弦DDVII₇）或半音下行（形成半减DDVII₇）。
重属和弦也经常直接用在主三和弦（T）或六级和弦（TSVI）之后。例如：T——DDVII{\displaystyle _{5}^{6}}；T——TSVI——DDVII₇。

### DD经过K64解决到属三和弦
终止四六和弦在18和19世纪的西方音乐的古典终止中几乎是必不可少的，因此，这种DD经过K6
4到D的进行无论是在结束的终止还是在半终止中都是最常见的。
这时在DD和弦的低音声部应该用围绕K6
4低音的两个音中的一个，也就是音阶的♯IV级或VI级。DD的导音（♯IV）按自己的倾向性解决，也就是作小二度上行，共同音保持不动。

### 直接解决到属和弦
重属和弦与属和弦的关系相当于属和弦与主和弦的关系，因此如果由重属七和弦（DD7）解决到属三和弦（D），也就相当于属七和弦（D7）解决到主和弦（T）。
由重属导七和弦（DDVII₇）解决到属三和弦（D），就像从导七和弦（DVII₇）解决到主和弦（T）。

## 结构内的重属和弦

### 概论
DD组和弦不仅用在终止中，还用在结构的内部。如果说在终止进行中DD经常是用下属和弦做准备，那么当不在终止中而是在结构中间时，它主要用在主和声（T或TSVI）之后，用在D或D6之后的较少。

### DD解决到D和弦和T64（经过的）
在终止中使用DD和弦时，几乎只采用那些能够保证通过平稳进行、使D的根音保持在低音声部的和弦形式。但在结构内部则可以用DD的任何一种转位形式，因为上述要求已不存在。
就像各种DD和弦解决到终止四六和弦一样，它也可以在同样的声部进行条件下，解决到经过的四六和弦（T6
4）。在四六和弦之后可以用另一种转位形式的DD或其他和声。

### DD到D组不协和和弦的进行
任何一个DD和弦都可以进行到属和声组的某个不协和和弦，如：D7、DVII₇，有时还有D9。
这种进行时，DD的导音（♯IV）下行半音到D7的七音或DVII₇的五音，也就是与其倾向性作相反的进行。
和弦的七音作正常的级进下行，共同音保持不动（和声连接法）。这种进行也用在终止中。
当由DD{\displaystyle _{5}^{6}}和DDVII₇（注意，这两个和弦的低音都是DD中的导音）进行到原位的属七和弦（D7）时，有时会出现对斜关系。在这种进行中，由于到D7的倾向性吸引了人们的注意力，使这种对斜关系不大显著。这种进行时由于想使终止结束得更为完满有力，因而在终止中使用了原位的D7所造成的。

### DD到S组不协和和弦的进行
DD有时通过使三音与五音（DDVII的根音与三音）作半音下行的办法进入相应的小调或和声大调的sII₇。
在大调中，这时一般进入和声大调的下属组（经常是sII₇，有时是s），这比进入自然大调时会有更多的半音进行。下属之后接各种形式的D或在有变格性质的进行中进入主和弦（参见瓦格纳的歌剧《特里斯坦与伊索尔德》最后几小节和巴拉基列夫的浪漫曲《梦》的结尾）。